# Xã Hurley, Quận Renville, Bắc Dakota
Xã Hurley (tiếng Anh: Hurley Township) là một xã thuộc quận Renville, tiểu bang Bắc Dakota, Hoa Kỳ. Năm 2010, dân số của xã này là 40 người.